# 吉尔罗伊站
吉尔罗伊站（英語：Gilroy station）位于美国加利福尼亚州吉尔罗伊，是加州列车（Caltrain）最南端的终点站。该站为旧金山、圣马刁县和圣克拉拉县的通勤者提供服务。